# فهرست سفیران ایران در بریتانیا
سفارت ایران در لندن در سال ۱۲۳۰ خورشیدی (۱۸۵۱ (میلادی)) تأسیس و «میرزا شفیع خان نایب آجودان‌باشی» تا سال ۱۲۳۵ مصلحت‌گزار (کاردار) ایران بود.

## فهرست
| نام سفیر                                           | دوره سفارت |
| -------------------------------------------------- | --- |
| امپراتوری صفوی                                     | |
| رابرت شرلی                                         | ۱۶۰۸ |
| نقدعلی بیگ                                         | |
| دولت علیه ایران                                    | |
| ابوالحسن شیرازی                                    | ۱۸۰۹–۱۸۱۰ |
| محمدحسین خان مقدم مراغه‌ای (آجودان‌باشی، صاحب‌اختیار) | ۱۲۵۴–۱۲۵۴ ه‍.ق |
| شفیع خان نایب آجودان‌باشی (کاردار)                  | ۱۲۶۷–۱۲۷۲ ه‍.ق |
| جعفر مشیرالدوله                                    | ۱۲۷۷–۱۲۷۸ ه‍.ق |
| محمود قراگوزلو (ناصرالملک)                         | ۱۸۶۲–۱۸۶۵ ۱۲۷۹–۱۲۸۲ ه‍.ق |
| میرزا محمدعلی خان                                  | ۱۸۶۵–۱۸۶۷ ۱۲۸۲–۱۲۸۴ ه‍.ق |
| محسن مظاهر (معین‌الملک)                             | ۲۲ سپتامبر ۱۸۶۷–۱۸۷۲ شارژدافر (کاردار): ۲۳ جمادی‌الاول ۱۲۸۴–۱۲۸۶ ه‍.ق وزیر مقیم: ۱۲۸۶–۱۲۸۸ ه‍.ق وزیر مختار: اواخر ۱۲۸۸–۱۲۸۹ ه‍.ق |
| میرزا ملکم خان ناظم‌الدوله                          | ۱۸۷۲–۱۸۸۹ |
| محمدعلی علاءالسلطنه                                | ۱۸۸۹–۱۹۰۶ |
| مهدی علاء (معین‌الوزاره، مشیرالملک، علاءالسلطنه)    | شارژدافر (کاردار): ۱۹۰۷–۱۹۰۸ وزیر مقیم: ۱۹۰۹–۱۹۱۱ وزیر مختار: ۱۹۱۱–۱۹۲۰                                                   |
| داوود مفتاح (مفتاح‌السلطنه)                         | تیر ۱۳۰۰ – اسفند ۱۳۰۴ |
| شاهنشاهی ایران                                     | |
| عبدالعلی صدری (صدیق‌السلطنه)                        | اسفند ۱۳۰۴ – شهریور ۱۳۰۶                                                                                                  |
| هوهانس ماسحیان                                     | شهریور ۱۳۰۶–شهریور ۱۳۰۸                                                                                                   |
| سید حسن تقی‌زاده                                    | شهریور ۱۳۰۸ – فروردین ۱۳۱۰                                                                                                |
| علیقلی مسعود انصاری                                | ۱۷ تیر ۱۳۱۰ – دی ۱۳۱۱ |
| حسین علاء                                          | دی ۱۳۱۳ – اسفند ۱۳۱۵ |
| علی سهیلی                                          | فروردین ۱۳۱۶ – اردیبهشت ۱۳۱۷                                                                                              |
| فضل‌الله نبیل (سرپرست)                              | ۱۳۱۷ – بهمن ۱۳۱۸ |
| محمدعلی مقدم                                       | بهمن ۱۳۱۸ – آبان ۱۳۲۰ |
| سید حسن تقی‌زاده                                    | وزیر مختار: ۵ آبان ۱۳۲۰ – ۱۲ آذر ۱۳۲۲ سفیر: ۱۲ آذر ۱۳۲۲ – تیر ۱۳۲۶                                                        |
| محسن رئیس                                          | مرداد ۱۳۲۶ – مرداد ۱۳۲۹                                                                                                   |
| علی سهیلی                                          | شهریور ۱۳۲۹ – دی ۱۳۳۰ |
| محمد حاجب دولو (کاردار)                            | ؟ – ۳۰ مهر ۱۳۳۱ |
| امیرخسرو افشار قاسملو (کاردار موقت)                | ۲۴ دی ۱۳۳۲ – اسفند ۱۳۳۲                                                                                                   |
| علی سهیلی                                          | اسفند ۱۳۳۲ – اردیبهشت ۱۳۳۷                                                                                                |
| حسین قدس نخعی                                      | شهریور ۱۳۳۷ – اسفند ۱۳۳۹                                                                                                  |
| محسن رئیس                                          | تیر ۱۳۴۰ – خرداد ۱۳۴۱ |
| اردشیر زاهدی                                       | شهریور ۱۳۴۱ – آذر ۱۳۴۵ |
| غلام‌عباس آرام                                      | دی ۱۳۴۵ – تیر ۱۳۴۸ |
| امیرخسرو افشار قاسملو                              | شهریور ۱۳۴۸ – آبان ۱۳۵۳                                                                                                   |
| محمدرضا امیرتیمور کلالی                            | آبان ۱۳۵۳ – خرداد ۱۳۵۵ |
| پرویز راجی                                         | خرداد ۱۳۵۵–۱۷ دی ۱۳۵۷ |
| عبدالرضا مهدوی (کاردار موقت)                       | دی ۱۳۵۷ – بهمن ۱۳۵۷ |
| نظام جمهوری اسلامی ایران                           | |
| عبدالرضا مهدوی (کاردار موقت)                       | بهمن ۱۳۵۷ – تیر ۱۳۵۸ |
| غلامعلی افروز (کاردار موقت)                        | شهریور ۱۳۵۸ – تیر ۱۳۵۹ |
| سیف‌الله اهدایی (كاردار موقت)                       | تیر ۱۳۵۹ – تیر ۱۳۶۰ |
| علیرضا فرخ‌روز (كاردار موقت)                        | تیر ۱۳۶۰ – اسفند ۱۳۶۱ |
| سید جلال ساداتیان (كاردار موقت)                    | اسفند ۱۳۶۱ – دی ۱۳۶۵ |
| سید محمدحسین ملائک (كاردار موقت)                   | پذیرفته نشد |
| محمدمهدی آخوندزاده                                 | دی ۱۳۶۵ – فروردین ۱۳۶۸ |
| سید شمس‌الدین خارقانی (كاردار موقت)                 | مهر ۱۳۶۹ – مهر ۱۳۷۱ |
| غلامرضا انصاری (كاردار)                            | مهر ۱۳۷۱ – اردیبهشت ۱۳۷۸                                                                                                  |
| غلامرضا انصاری                                     | اردیبهشت ۱۳۷۸ – شهریور ۱۳۷۹                                                                                               |
| مرتضی سرمدی                                        | شهریور ۱۳۷۹– مهر ۱۳۸۳ |
| سید محمدحسین عادلی                                 | مهر ۱۳۸۳ – آذر ۱۳۸۴ |
| حمیدرضا نافذ عارفی (کاردار موقت)                   | آذر ۱۳۸۴ – خرداد ۱۳۸۵ |
| رسول موحدیان عطار                                  | خرداد ۱۳۸۵ – دی ۱۳۸۸ |
| صفرعلی اسلامیان (كاردار)                           | دی ۱۳۸۸– آذر ۱۳۹۰ |
| محمدحسن حبیب‌الله‌زاده (كاردار موقت غیرمقیم)         | ۲۰ آبان ۱۳۹۲ – ۲۹ شهریور ۱۳۹۴                                                                                             |
| محمدحسن حبیب‌الله‌زاده (كاردار)                      | ۲۹ شهریور ۱۳۹۴ – ۱۵ شهریور ۱۳۹۵                                                                                           |
| حمید بعیدی‌نژاد                                     | ۱۵ شهریور ۱۳۹۵ – ۱۶ فروردین ۱۴۰۰                                                                                          |
| سید مهدی حسینی متین (كاردار موقت)                  | فروردین ۱۴۰۰ – تیر ۱۴۰۰                                                                                                   |
| محسن بهاروند                                       | ۱۵ تیر ۱۴۰۰ – ۷ اسفند ۱۴۰۰                                                                                                |
| سید مهدی حسینی متین (كاردار موقت)                  | ۷ اسفند ۱۴۰۰ – اردیبهشت ۱۴۰۳                                                                                              |
| علی متین‌فر (سرپرست سفارت)                          | اردیبهشت ۱۴۰۳ – اسفند ۱۴۰۳                                                                                                |
| سید علی موسوی                                      | ۲۵ اسفند ۱۴۰۳ – اکنون |